# The Immaculate Collection (video)
The Immaculate Collection je prva komercijalna video kompilacija američke pjevačice Madonne. Izdana je pod Warner Music Vision 13. studenoga 1990. kao pratnja CD izdanje The Immaculate Collection, a sadržavala je glazbene spotove za Madonnine pjesme u periodu između 1983. – 1990. godine.

## Formati
Kompilacija je objavljena kao VHS, Laserdisc, VCD (samo u Aziji), te kasnije i na DVD.
Nakon deset godina, 2000. godine, kompilacija je doživjela re-izdanje kao dio dvostrukog box seta The Ultimate Collection i trostrukog box seta The Madonna Collection

## Popis pjesama
1. "Lucky Star"
2. "Borderline"
3. "Like a Virgin"
4. "Material Girl"
5. "Papa Don't Preach"
6. "Open Your Heart"
7. "La Isla Bonita"
8. "Like a Prayer"
9. "Express Yourself"
10. "Cherish"
11. "Oh Father"
12. "Vogue"
13. "Vogue" (nastup s dodjele MTV-jevih nagrada 1990.) (samo na DVD)

## Zasluge
Režiseri:
- David Fincher ("Express Yourself", "Oh Father" i "Vogue")
- James Foley ("Papa Don't Preach")
- Mary Lambert ("Borderline", "Like A Virgin", "Material Girl", "La Isla Bonita" i "Like A Prayer")
- Jean-Baptiste Mondino ("Open Your Heart")
- Arthur Pierson ("Lucky Star")
- Herb Ritts ("Cherish")

Producenti:
- Michele Ferrone ("Borderline")
- Simon Fields ("Like A Virgin")
- Gregg Fienberg ("Express Yourself")
- Glenn Goodwin ("Lucky Star")
- Bruce Logan ("Borderline")
- David Naylor ("Papa Don't Preach", "Open Your Heart" i "La Isla Bonita")
- Victoria Niles ("Oh Father" i "Vogue")
- Sharon Oreck ("Papa Don't Preach", "Open Your Heart", "La Isla Bonita", "Like A Prayer" i "Cherish")